# Janko Bobetko
Janko Bobetko (Crnac, 10 gennaio 1919 – Zagabria, 29 aprile 2003) è stato un generale croato, che ha combattuto nelle file dell'Esercito Popolare di Liberazione della Jugoslavia durante la seconda guerra mondiale e in seguito nell'Esercito croato durante la guerra d'indipendenza croata.

## Biografia
Bobetko nacque nel villaggio di Crnac parte della città di Sisak nell'allora Regno dei Serbi, Croati e Sloveni. Studio nella facoltà di veterinario all'Università di Zagabria, ma fu espulso dalle autorità croate filo-naziste agli inizi della seconda guerra mondiale a causa delle sue idee anti-fasciste. Durante la Seconda guerra mondiale fu uno dei membri fondatori del 1º distaccamento partigiano di Sisak, la prima unità militare anti-fascista jugoslava. In seguito divenne generale all'interno dell'Armata Popolare Jugoslava. Nel 1992 divenne capo dello stato maggiore generale dell'Esercito croato in cui servì fino al suo ritiro nel 1995. Bobetko è stato accusato di crimini di guerra dal Tribunale penale internazionale per l'ex-Jugoslavia ma è morto prima di poter essere processato; in un verdetto successivo è stato trovato colpevole di crimini di guerra in Bosnia ed Erzegovina, ma il processo è stato revocato in appello.